# Tryne Point
Tryne Point är en udde i Antarktis. Den ligger i Östantarktis. Australien gör anspråk på området.
Terrängen inåt land är varierad. Havet är nära Tryne Point åt sydost. Trakten är obefolkad. Det finns inga samhällen i närheten. 